# Windenergieanlage Calandawind
Die Windenergieanlage Calandawind ist eine Windkraftanlage im Schweizer Kanton Graubünden.
Sie liegt in der Gemeinde Chur im Churer Rheintal. Die Anlage besteht aus einer Turbine Vestas V-112 (Nabenhöhe 119 m, Rotordurchmesser 112 m, 3 Megawatt elektrische Leistung) und wurde am 15. Juni 2013 eingeweiht. Das jährliche Regelarbeitsvermögen beträgt etwa 4 GWh. Mit einer Gesamthöhe von 175 m ist das Bauwerk die höchste Windenergieanlage der Schweiz.